# Rainerhorn
Rainerhorn ( [ˈʀaɪ̯nɐˌhɔʁn]) do roku 1859 Hennekopf, je podle literatury 3 560 m, podle rakouského „Bundesamt für Eich- und Vermessungswesen“ 3 559 m vysoká hora v pohoří Vysoké Taury ve Východních Alpách v Tyrolsku. Rainerhorn je druhá nejvyšší hora skupiny Venediger.
Rainerhorn zdolali poprvé 10. srpna 1859 rakouský kartograf Franz Keil a Ignaz Wagl, kteří dali vrchu jeho název na počest arcivévody Rainera.
První zimní úspěšný výstup uskutečnil v roce 1892 Rudolf Spannangel.